# Sigmodon arizonae
Sigmodon arizonae — вид гризунів родини Cricetidae. Зустрічається в Мексиці та США.

## Морфологічна характеристика
Вид має щетинисте коричневе хутро на більшій частині тіла, з білуватим нижньою частиною та сірими ногами. Лускатий хвіст темного кольору, з дуже рідкісним хутром. Вид досягає загальної довжини від 247 до 363 міліметрів, з яких хвіст має довжину від 101 до 145 міліметрів. Середня вага дорослих тварин становить близько 150 грамів, зубна формула I1/1-C0/0-P0/0-M3/3 із загальною кількістю зубів = 16.

## Спосіб життя
Тварини активні вдень і вночі, живуть у чашеподібних або сферичних гніздах на поверхні або землі, зроблених із сплетених трав. Харчуються переважно травами, іноді цитрусовими, іншими рослинами, деякими комахами та падлом. Серед хижаків є різноманітні хижі птахи та хижі ссавці. Завдяки високій швидкості розмноження вони є важливою частиною раціону таких тварин. Самиці можуть спаровуватися в будь-який час року. Після спарювання вони народжують від шести до 17 дитинчат приблизно через 27 днів.